# 戰爭的災難

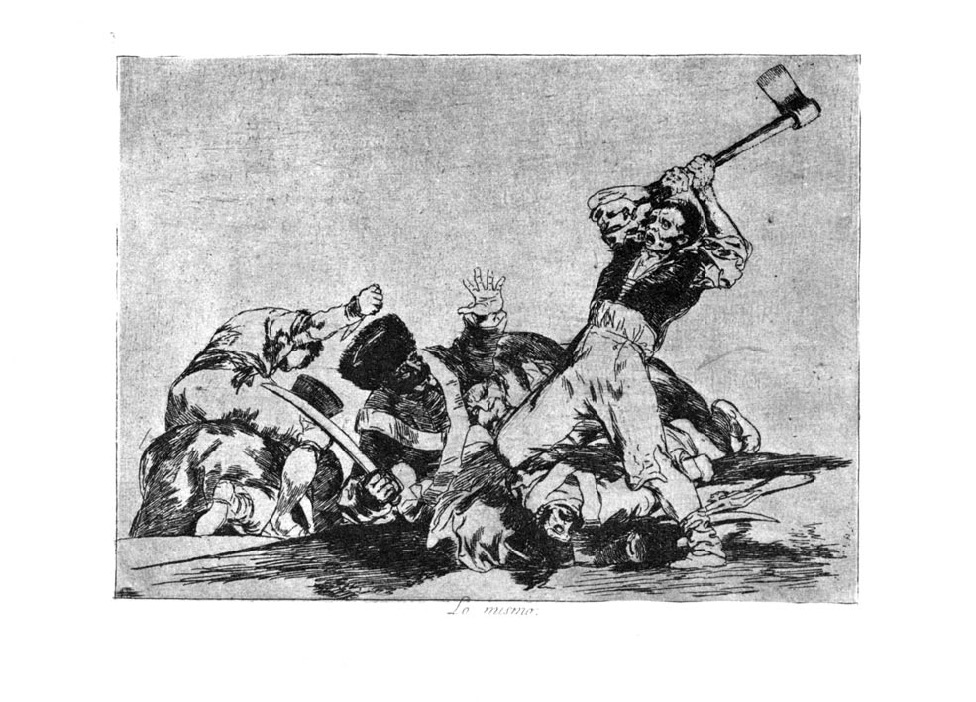

《戰爭的災難》，又称 《战祸》（西班牙語：Los Desastres de la Guerra）是西班牙知名畫家弗朗西斯科·戈雅（Francisco de Goya，1746－1828年）的一系列版畫作品，共82幅。《戰爭的災難》作於1810－1820年，出版於1863年，即戈雅死後35年。
雖然沒有證據確切無法證明曾作為西班牙宮廷畫家的戈雅創作該系列版畫的動機，但應不脫1808年－1814年間於西班牙發生的五月二日起义、半島戰爭等。該系列版畫出版總數本超過一千套，但經過年久佚失後，現僅有少數留存。 
該系列產品採用凹版版畫技術，主要以蝕刻、凹版及雕刻工法。版畫內容以戰爭帶來災難為主。編號47之前的作品，顯示士兵、人民直接面對戰爭衝突的無助。48－64號作品描述1811年－1812年間，馬德里受戰爭帶來飢荒的影響。最後17件作品則反映對自由主義的失望。
總體而言，此系列版畫充滿描繪了戰爭場面的真實暴行及因之所帶來的飢餓和人類退化。這些畫面都被畫評形容為對戰爭的「巨大憤怒」，及對戰爭的譴責。另外該系列類似攝影的版畫工法，也於當時深深影響藝術界。

## 外部連結
- Series from the National Library of Spain （西班牙文）
- Disasters Revisited: Modern Images of Atrocity and Photojournalism
- Ceán Bermúdez album from the British Museum （页面存档备份，存于）